# Phân bộ Sóc
Thuật ngữ Sciuromorpha được dùng để chỉ một số nhóm động vật gặm nhấm. Trên thực tế, họ duy nhất xuất hiện trong mọi định nghĩa là Sciuridae (sóc). Phần lớn các định nghĩa cũng gộp cả hải ly núi (Aplodontia rufa).

## Đặc trưng giải phẫu

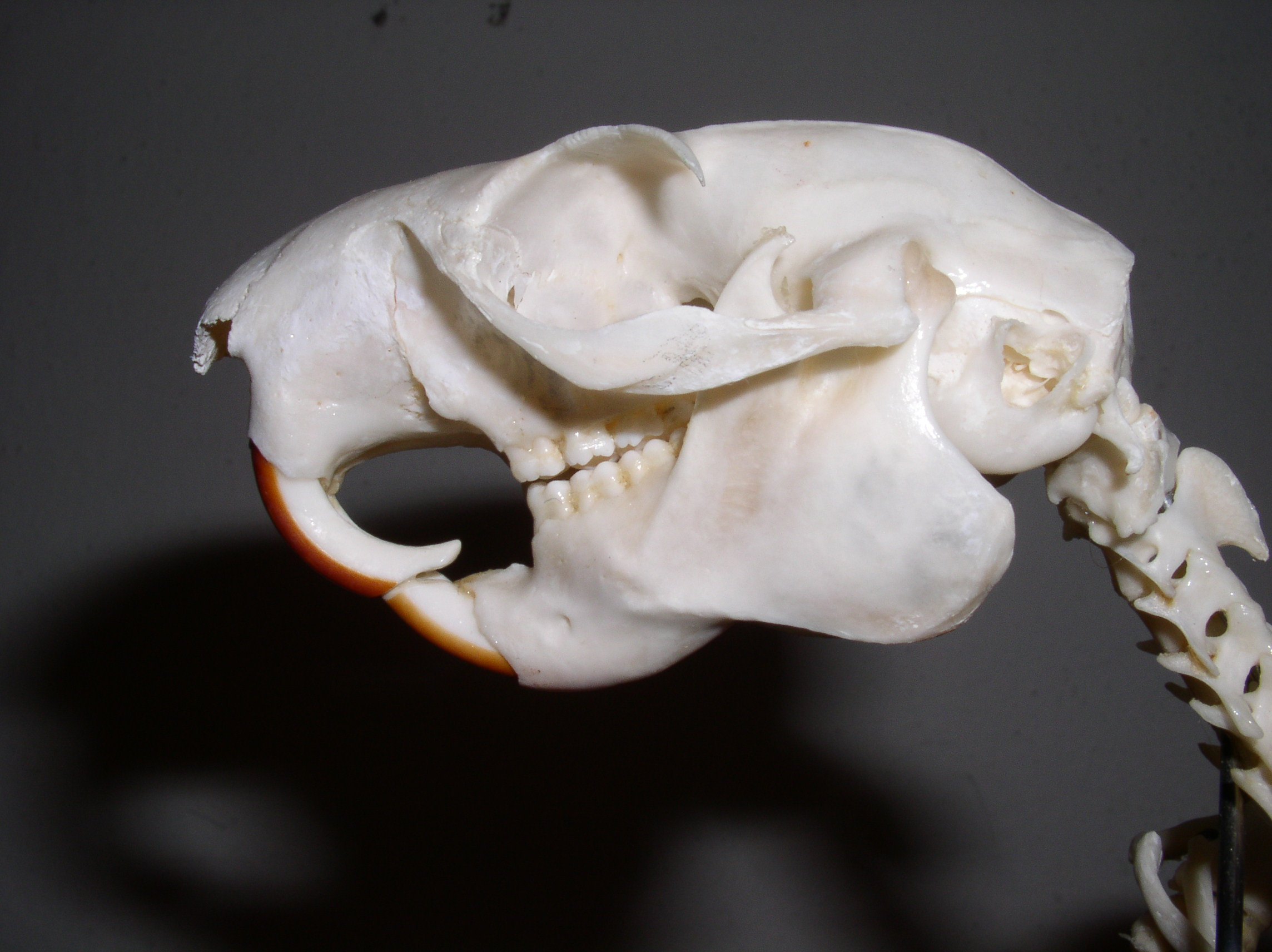
Hộp sọ của sóc lớn phương Đông thể hiện hệ cơ nhai xương gò má kiểu sóc.

Theo truyền thống, thuật ngữ này được định nghĩa trên cơ sở hình dáng của ống dưới hốc mắt. Hệ cơ nhai xương gò má kiểu sóc được đặc trưng bằng sự gắn liền của cơ nhai bên dọc theo một mặt của mõm. Không giống như động vật gặm nhấm dạng nhím lông và chuột, cơ nhai giữa của chúng không vượt ngang qua ống dưới hốc mắt, nhưng điểm bắt đầu không thay đổi nhiều so với kiểu nguyên thủy thấy ở hải ly núi. Mặt bụng của xương gò má nghiêng và mở rộng thành tấm xương gò má. Cơ nhai bên di chuyển về phía trước và gắn với phía trước của cung gò má, nơi nó gặp mõm. Cơ nhai trên mở rộng về phía trước dọc theo xương gò má. Cấu trúc hệ cơ nhai xương gò má như thế được gọi là kiểu sóc. Trong số các động vật gặm nhấm còn sinh tồn, chỉ có các họ Sciuridae, Castoridae, Heteromyidae và Geomyidae là có cấu trúc cơ nhai xương gò má kiểu sóc thật sự. Một số tác giả có thể loại bỏ hai họ Geomyidae và Heteromyidae từ danh sách này do sự gắn liền của cơ nhai giữa trực tiếp ngay phía sau cung gò má.
Carleton và Musser (2005) tái định nghĩa các phân bộ động vật gặm nhấm trên cơ sở của cả hình thái lẫn phân tử. Họ định nghĩa phân bộ Sciuromorpha như là nhóm bao gồm ba họ Sciuridae (sóc), Aplodontiidae (hải ly núi) và Gliridae (chuột sóc). Trong số này, chỉ có họ Sciuridae là có hệ cơ nhai xương gò má kiểu sóc thật sự. Cấu trúc hệ cơ nhai xương gò má của họ họ Aplodontiidae là dạng nguyên thủy nhất trong động vật gặm nhấm với cơ nhai giữa nhỏ, bắt nguồn dọc theo mặt trong của đoạn giữa của cung gò má và nối vào hàm dưới gần đoạn kết thúc của hàng răng hàm, còn của họ Gliridae là kiểu chuột. Kết nối giữa Aplodontiidae và Sciuridae đã từng được đề xuất nhiều lần trong quá khứ. Hai họ đã từng được hợp nhất thành một cận bộ là Sciurida hay siêu họ là Sciuroidea. Người ta cũng từng gợi ý rằng Gliridae không liên quan tới Myomorpha và cấu trúc cơ nhai xương gò má của chúng được gọi là "giả dạng chuột". Mối liên hệ giữa sóc và chuột sóc gần như được gợi ý duy nhất từ các nghiên cứu di truyền và ở mức độ ít hơn là thông qua hóa thạch của chi Reithroparamys.

## Các họ hiện tại
Phân bộ Sciuromorpha chứa khoảng 307 loài còn sinh tồn trong 61 chi và 3 họ.
- Allomyidae †
- Aplodontiidae - hải ly núi
- Mylagaulidae †
- Sciuridae - sóc, sóc chuột, macmot, sóc bay v.v.
- Reithroparamyidae †
- Gliridae - chuột sóc

## Các họ trong lịch sử phân loại
- Castoridae - hải ly
- Geomyidae - chuột nang (chuột túi má thật sự)
- Heteromyidae - chuột kangaroo và chuột nhát kangaroo